# تعویض کانال‌ها
تعویض کانالها (به انگلیسی: Switching Channels) یک فیلم سینمایی آمریکایی در ژانر کمدی محصول سال ۱۹۸۸ میلادی که برگرفته از فیلمهای صفحه نخست (۱۹۳۱) و منشی همه‌کاره او (۱۹۴۰) است.